# Olympische Sommerspiele 2024/Teilnehmer (Burundi)
| Gelbes Symbol für Goldmedaillen mit stilisierten Olympischen Ringen | Graues Symbol für Silbermedaillen mit stilisierten Olympischen Ringen | Braundes Symbol für Bronzemedaillen mit stilisierten Olympischen Ringen |
| ------------------------------------------------------------------- | --------------------------------------------------------------------- | ----------------------------------------------------------------------- |
| —                                                                   | —                                                                     | —                                                                       |

Burundi nahm an den Olympischen Spielen 2024 vom 26. Juli bis zum 11. August 2024 in Paris mit 7 Athleten (4 Männer, 3 Frauen) teil. Es war die insgesamt achte Teilnahme an Olympischen Sommerspielen.

## Teilnehmer nach Sportarten

### Judo
Über die IJF-Weltrangliste konnte sich eine burundische Judoka im Halbschwergewicht der Frauen qualifizieren.
| Frauen               |                  |                  |      |               |               |               |               |               |               |               |               |    |
| Ange Ciella Niragira | Klasse bis 78 kg | B. Pacut-Kloczko | 0:10 | ausgeschieden | ausgeschieden | ausgeschieden | ausgeschieden | ausgeschieden | ausgeschieden | ausgeschieden | ausgeschieden | 17 |

### Leichtathletik
Die Olympianorm des Weltverbandes erreichten zwei Athleten jeweils über die 5000 Meter.
Laufen und Gehen
| Athleten             | Wettbewerb | Vorlauf      | Vorlauf | Halbfinale | Halbfinale | Finale        | Finale        | Rang          |
| Athleten             | Wettbewerb | Zeit         | Rang    | Zeit       | Rang       | Zeit          | Rang          | Rang          |
| -------------------- | ---------- | ------------ | ------- | ---------- | ---------- | ------------- | ------------- | ------------- |
| Frauen               |            |              |         |            |            |               |               |               |
| Francine Niyomukunzi | 5000 m     | 15:01,42 min | 5       | —          | —          | 15:22,40 min  | 16            | 16            |
| Francine Niyomukunzi | 10.000 m   | —            | —       | —          | —          | 31:17,02 min  | 14            | 14            |
| Männer               |            |              |         |            |            |               |               |               |
| Egide Ntakarutimana  | 5000 m     | 14:11,29 min | 11      | —          | —          | ausgeschieden | ausgeschieden | ausgeschieden |
| Rodrigue Kwizera     | 10.000 m   | —            | —       | —          | —          | DNS           | DNS           | DNS           |
| Célestin Ndikumana   | 10.000 m   | —            | —       | —          | —          | DNS           | DNS           | DNS           |

### Schwimmen
| Athleten            | Wettbewerb    | Vorlauf | Vorlauf | Halbfinale    | Halbfinale    | Finale        | Finale        | Rang |
| Athleten            | Wettbewerb    | Zeit    | Rang    | Zeit          | Rang          | Zeit          | Rang          | Rang |
| ------------------- | ------------- | ------- | ------- | ------------- | ------------- | ------------- | ------------- | ---- |
| Frauen              |               |         |         |               |               |               |               |      |
| Loïs Irishura       | 50 m Freistil | 29,63 s | 58      | ausgeschieden | ausgeschieden | ausgeschieden | ausgeschieden | 58   |
| Männer              |               |         |         |               |               |               |               |      |
| Belly-Crésus Ganira | 50 m Freistil | 23,80 s | 46      | ausgeschieden | ausgeschieden | ausgeschieden | ausgeschieden | 46   |